# George Antheil

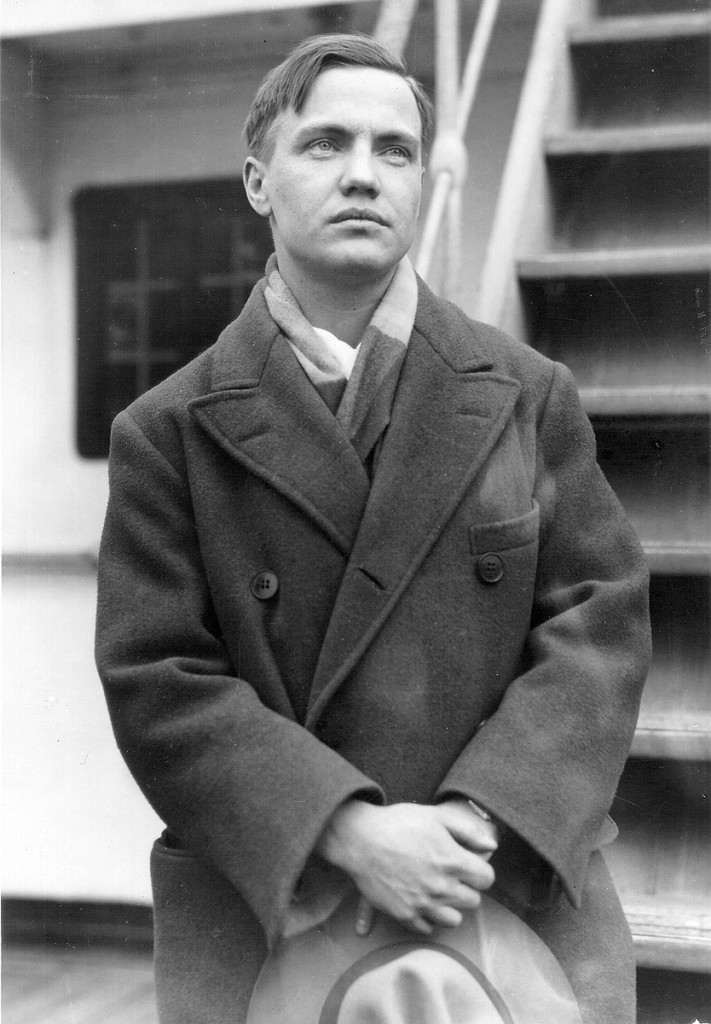

George Antheil (Trenton, 8 luglio 1900 – New York, 12 febbraio 1959) è stato un compositore, pianista, scrittore e inventore statunitense.

## Biografia
Autodefinitosi Il ragazzo cattivo della musica, le sue composizioni avanguardiste, che hanno stupito e inorridito ascoltatori in Europa e negli Stati Uniti durante gli anni venti, sono state più volte descritte come "delle cacofoniche celebrazioni alla meccanica". Stabilitosi in modo permanente negli Stati Uniti nel 1930, si dedicò alla composizione di colonne sonore per alcuni film di Hollywood, e ciò influenzò parecchio le sue varie composizioni per le sale da concerto, dato che iniziò a scrivere più frequentemente nel linguaggio tonale.
Fu un uomo di vasti interessi: era appassionato di medicina, scrisse un romanzo giallo e articoli musicali per vari giornali, e, insieme con l'attrice Hedy Lamarr, nel 1942 brevettò un nuovo sistema di modulazione (oggi noto come Frequency-hopping spread spectrum) per la codifica di informazioni da trasmettere su frequenze radio, importante per comandare a distanza siluri e mezzi navali.

## Opere scelte

### Musica sinfonica
- Airplane Sonata (1923)
- Sonate Sauvage (1923)
- Woman Sonata (1923)
- Concerto per violino (1923, circa 1940)
- Ballet mécanique (1924)
- Jazz Symphony (1925)
- La Femme 100 Têtes (circa 1930)

### Opere liriche
- Transatlantic (aka The People's Choice) (1930)
- Helen Retires (1930-31)
- Volpone — A Satire in Music (1949-52)
- The Wish (1954)
- The Brothers (1954)
- Venus in Africa (1954)

### Colonne sonore
- Ballet mécanique, regia di Fernand Léger (1924)
- The Scoundrel, regia di Ben Hecht e Charles MacArthur (1935)
- Once in a Blue Moon, regia di Ben Hecht e Charles MacArthur (1935)
- La conquista del West (The Plainsman), regia di Cecil B. DeMille (1936)
- Cupo tramonto (Make Way for Tomorrow), regia di Leo McCarey (1937)
- I filibustieri (The Buccaneer), regia di Cecil B. DeMille (1938)
- Angeli del peccato (Angels Over Broadway), regia di Ben Hecht (1940)
- Specter of the Rose, regia di Ben Hecht (1946)
- Plainsman and the Lady, regia di Joseph Kane (1946)
- That Brennan Girl, regia di Alfred Santell (1946)
- Dimmi addio (Repeat Performance), regia di Alfred L. Werker (1947)
- I bassifondi di San Francisco (Knock on Any Door), regia di Nicholas Ray (1949)
- Stanotte sorgerà il sole (We Were Strangers), regia di John Huston (1949)
- Dopo Waterloo (The Fighting Kentuckian), regia di George Waggner (1949)
- Tokyo Joe, regia di Stuart Heisler (1949)
- Bassa marea (House by the River), regia di Fritz Lang (1950)
- Il diritto di uccidere (In a Lonely Place), regia di Nicholas Ray (1950)
- Damasco '25 (Sirocco), regia di Curtis Bernhardt (1951)
- Nessuno mi salverà (The Sniper), regia di Edward Dmytryk (1952)
- Actor's and Sin, regia di Ben Hecht e Lee Garmes (1952)
- I perseguitati (The Juggler), regia di Edward Dmytryk (1953)
- Hunters of the Deep, regia di Ben Chapman - documentario (1954)
- Nessuno resta solo (Not as a Stranger), regia di Stanley Kramer (1955)
- Dementia (Daughter of Horror), regia di John Parker (1955)
- Orgoglio e passione (The pride and the passion), regia di Stanley Kramer (1957)
- I forti non piangono (The Young Don't Cry), regia di Alfred L. Werker (1957)